# Liste der Naturdenkmale in Leingarten
| Naturdenkmale | Anzahl |
| ------------- | ------ |
| FND           | 4      |
| END           | 2      |
| Gesamt        | 6      |

Die Liste der Naturdenkmale in Leingarten nennt die verordneten Naturdenkmale (ND) der im baden-württembergischen Landkreis Heilbronn liegenden Gemeinde Leingarten. In Leingarten gibt es insgesamt sechs als Naturdenkmal geschützte Objekte, davon vier flächenhafte Naturdenkmale (FND) und zwei Einzelgebilde-Naturdenkmale (END).
Stand: 1. November 2016.

## Flächenhafte Naturdenkmale (FND)
| Name                             | Bild | Kennung     | Einzelheiten | Position | Fläche Hektar | Datum         |
| -------------------------------- | ---- | ----------- | ------------ | -------- | ------------- | ------------- |
| Annungsee                        | BW   | 81250580001 | Leingarten   | ⊙        | 0,4           | 18. Juli 1986 |
| Feuchtgebiet am Wolfsbrunnenbach | BW   | 81250580004 | Leingarten   | ⊙        | 0,1           | 18. Juli 1986 |
| Feuchtgebiet „Raintal“           | BW   | 81250580002 | Leingarten   | ⊙        | 0,3           | 18. Juli 1986 |
| Weiher im „Seele“                | BW   | 81250580005 | Leingarten   | ⊙        | 0,2           | 18. Juli 1986 |
| Legende für Naturdenkmal         |      |             |              |          |               |               |

## Einzelgebilde (END)
| Name                     | Bild | Kennung     | Einzelheiten                                           | Position | Fläche Hektar | Datum         |
| ------------------------ | ---- | ----------- | ------------------------------------------------------ | -------- | ------------- | ------------- |
| 1 Mostbirnbaum           | BW   | 81250580006 | Leingarten Nicht mehr in der LUBW-Datenbank vorhanden. | ⊙        | 0,0           | 18. Juli 1986 |
| 1 Rosskastanie           | BW   | 81250580003 | Leingarten                                             | ⊙        | 0,0           | 18. Juli 1986 |
| Legende für Naturdenkmal |      |             |                                                        |          |               |               |